# Eccellenza Piemonte-Valle d'Aosta
La Eccellenza Piamonte-Valle de Aosta (en italiano: Eccellenza Piemonte-Valle d'Aosta) es una de las divisiones que conforman la Eccellenza, la quinta categoría de fútbol de Italia, en la cual participan los equipos de las regiones de Piamonte y el Valle de Aosta.
Participan 36 equipos divididos en dos grupos, en donde el ganador de cada grupo logra el ascenso a la Serie D, los segundos lugares clasifican a un playoff de ascenso y los últimos tres equipos de cada grupo descienden a la Promozione.

## Ediciones Anteriores

### Grupo A
- 1991–92: Châtillon SV
- 1992–93: Verbania
- 1993–94: Borgosesia
- 1994–95: Derthona
- 1995–96: Verbania
- 1996–97: Ivrea
- 1997–98: Sangiustese
- 1998–99: Volpiano
- 1999–2000: Gravellona
- 2000–01: Castellettese
- 2001–02: Cossatese
- 2002–03: Barengo Sparta
- 2003–04: Giaveno Coazze
- 2004–05: Alessandria
- 2005–06: Canelli
- 2006–07: Favria
- 2007–08: Valle d'Aosta
- 2008–09: Favria
- 2009–10: Vallée d’Aoste Saint-Christophe
- 2010–11: Gozzano
- 2011–12: Verbania
- 2012–13: Borgomanero
- 2013–14: Pro Settimo & Eureka
- 2014–15: Gozzano
- 2015–16: Virtus Verbania
- 2016–17: Borgaro
- 2017–18: Stresa
- 2018–19: ASDC Verbania
- 2019–20: Pont Donnaz Hone Arnad

### Grupo B
- 1991–92: Pinerolo
- 1992–93: Moncalieri
- 1993–94: FCV Biellese
- 1994–95: Saluzzo
- 1995–96: Fossanese
- 1996–97: Cuneo
- 1997–98: Novese
- 1998–99: Moncalieri
- 1999–2000: Rivoli
- 2000–01: Trino
- 2001–02: Pinerolo
- 2002–03: Orbassano
- 2003–04: Novese
- 2004–05: Saluzzo
- 2005–06: Rivarolese
- 2006–07: Derthona
- 2007–08: Albese
- 2008–09: Acqui
- 2009–10: Asti
- 2010–11: Villalvernia Val Borbera
- 2011–12: Bra
- 2012–13: Albese
- 2013–14: Acqui
- 2014–15: Pinerolo
- 2015–16: Casale
- 2016–17: Castellazzo Bormida
- 2017–18: Pro Dronero
- 2018–19: Fossano
- 2019–20: Derthona